# Textová a obrazová dokumentace sbírek
Existence textové a obrazové dokumentace ke sbírkovým předmětům je nejen důležitá pro jejich vypovídací schopnost o přírodě či společnosti, ale je doslova k nezaplacení při pátrání po odcizeném předmětu nebo při jeho restaurování, zhotovování replik apod. V případě odcizení sbírkového předmětu je také důležité uvést, zda je vzhledem k hodnotě předmětu žádoucí vyhlásit celostátní nebo mezinárodní pátrání, a následně si ověřit, zda se tak skutečně stalo. Jinak se totiž může ukázat, že pátrání nepřekročí hranice okresu či kraje. Textová a zejména obrazová dokumentace k předmětu je samozřejmě pro pátrání rozhodující. Uplatňují se dnes už i metody značení předmětů pomocí mikroteček, záznamů DNA atp. pro případ budoucí identifikace. Textová a obrazová dokumentace slouží také jako důkaz vlastnictví sbírkového předmětu.